# Nicolás Royón
Pablo Nicolás Royón Silvera (Las Piedras, Uruguay, 28 de enero de 1991) es un futbolista uruguayo. Juega como delantero centro y su equipo actual es Montevideo Wanderers de la Primera División de Uruguay.

## Trayectoria
Su fichaje por el Liverpool se llevó a cabo el 10 de febrero del año 2005 en séptima división. Actuó en cada una de las divisionales hasta llegar al primer equipo.
Su debut oficial en Primera División se produjo el 28 de mayo de 2011 en el Parque Viera, cuando a los 55 minutos del juego ante Montevideo Wanderers, Eduardo Favaro ordenó su ingreso en sustitución de Christian Silvera. Al fin de semana siguiente ya actuó como titular ante Club Atlético Cerro en el Estadio Belvedere, siendo sustituido a los 65 minutos por el argentino Nicolás Guevara.
Para el Apertura 2011 Royón fue confirmado en la titularidad por Diego Demarco a inicios del Apertura 2011/2012 y a fuerza de goles y buenas actuaciones, se fue ganando el elogio de los hinchas fecha tras fecha. Pese al cambio de entrenador el royo no aflojó y tuvo su mejor actuación contra Peñarol, donde anotó un gol, siendo factor preponderante para la obtención de los 3 puntos que significaron victoria del equipo dirigido por Antúnez. Fue parte del equipo que llegó a los octavos de final de la Copa Sudamericana 2012.
A la hora de destacar sus principales virtudes como futbolista, debemos señalar su velocidad, cambio de ritmo, buen remate de media distancia y asistente. 
En la temporada 2013-14 es enviado a préstamo a Fénix donde en la temporada juega 11 partidos marcando 3 goles.
En el año 2014  nuevamente va a préstamo esta vez a Sud América donde se convierte en el goleador del equipo y en una de sus máximas figuras.
Debido a sus grandes rendimientos, a mitad de 2014 emigró a Argentina y se va nuevamente a préstamo esta vez a Atlético de Rafaela.
Su mejor temporada fue con Liverpool Fútbol Club donde anotó 12 goles en año y medio. Este grande temporada le sirvió para fichar por Deportes Iquique.
A inicios del 2019 fue anunciado como nuevo refuerzo de Nacional Potosí para jugar el Torneo Boliviano y la Copa Sudamericana 2019. Luego de un breve paso por Racing Club de Montevideo, vuelve a Nacional Potosí para jugar la Copa Sudamericana 2020 junto a su compatriota Rodrigo Cabrera. En la primera ronda del torneo enfrentó a Melgar, en el partido de vuelta fue la figura del partido al anotar 2 goles, sin embargo, no pudo pasar de ronda en la perdió 4-3 en definición de penales.
El 6 de febrero de 2021, es contratado por el Comunicaciones F.C. de la Liga Nacional de Guatemala. Luego de un semestre bueno, hace uso de su cláusula de recisión para emigrar al fútbol peruano. El 19 de julio es oficializado como nuevo refuerzo del Cusco FC por pedido expreso de Claudio Vivas. Lastimosamente, no llegó a salvar el descenso.
Para el 2022, firma por el Ayacucho FC, manteniéndose en la liga peruana, teniendo la oportunidad de mostrarse en la Copa Sudamericana 2022.

## Clubes
| Club                      | País      | Año         | PJ | Goles |
| ------------------------- | --------- | ----------- | -- | ----- |
| Liverpool                 | Uruguay   | 2011 - 2013 | 24 | 5     |
| Fénix                     | Uruguay   | 2013        | 11 | 3     |
| Sud América               | Uruguay   | 2014        | 14 | 9     |
| Atlético de Rafaela       | Argentina | 2014        | 17 | 1     |
| Olimpo                    | Argentina | 2015        | 12 | 1     |
| Sud América               | Uruguay   | 2015 - 2016 | 25 | 7     |
| Liverpool                 | Uruguay   | 2016 - 2017 | 51 | 12    |
| Deportes Iquique          | Chile     | 2018        | 15 | 3     |
| Patronato                 | Argentina | 2018        | 11 | 0     |
| Nacional Potosí           | Bolivia   | 2019        | 16 | 6     |
| Racing Club de Montevideo | Uruguay   | 2019        | 20 | 3     |
| Nacional Potosí           | Bolivia   | 2020        | 21 | 7     |
| Comunicaciones            | Guatemala | 2021        | 16 | 5     |
| Cusco FC                  | Perú      | 2021        | 10 | 1     |
| Ayacucho FC               | Perú      | 2022        | 34 | 5     |
| La Luz FC                 | Uruguay   | 2023        | 20 | 4     |
| CD Marathón               | Honduras  | 2023        | 16 | 5     |
| Rampla Juniors            | Uruguay   | 2024        | 10 | 2     |
| Montevideo Wanderers      | Uruguay   | 2025 - Act. |    |       |

### Distinciones individuales
| Distinción                                                 | Año  |
| ---------------------------------------------------------- | ---- |
| Jugador Revelación Diario Deportivo "La Ovación"           | 2011 |
| Goleador del Torneo Clausura de Primera División (9 goles) | 2014 |